# Мафия (игра)
«Ма́фия» — клубная командная психологическая пошаговая ролевая игра с детективным сюжетом, моделирующая борьбу информированных друг о друге членов организованного меньшинства с неорганизованным большинством.

Завязка сюжета: Жители города, доведённые до предела разгулом мафии, выносят решение пересажать в тюрьму всех мафиози до единого. В ответ мафия объявляет поборникам закона и справедливости войну — до полного уничтожения добропорядочных горожан.

## История
Игра создана в СССР весной 1986 года студентом факультета психологии МГУ Дмитрием Давыдовым, уроженцем Каменска-Уральского. Автор предложил главные принципы и основу правил игры, которые варьировались в различных любительских вариантах, но не строгие спортивные правила определённых разновидностей игры, выведенные позднее. Сначала в мафию играли в общежитиях, аудиториях и коридорах МГУ. После того как некоторые студенты университета уехали за границу получать послевузовское профессиональное образование, игра стала распространяться по странам Европы, а затем и по другим частям света. Например, первое появление игры «Мафия» в США датируется 1989 годом — американская «премьера» состоялась в летнем лагере в штате Пенсильвания.
Прототипом игры «Мафия» является европейская игра под названием «Убийца», известная с середины XX века. В ней, однако, игроки ищут одного маньяка, тогда как в «Мафии» игроки посредством обсуждения вычисляют коллектив убийц — команду мафии.
Быстрому распространению и росту популярности игры помог итальянский сериал «Спрут», в котором полицейский комиссар Коррадо Каттани борется с сицилийской мафией. В конце 1980-х его мотивы часто использовались в первых версиях игры, а некоторые вариации «Мафии» хранят названия ролевых персонажей и место действия в тон сериала до сих пор. Например, в Норвегии, до которой к 1995 году статус комиссара и название самой игры через «испорченный телефон» дошло как Kasar Khatani.
С 1998 года в крупных городах России, Украины, Беларуси, Молдовы, Армении, Азербайджана, Казахстана и Китая предпринимались попытки организации специализированных клубов по игре «Мафия». Некоторые клубы проводят межвузовские маф-турниры.
В 2002 году на просторы Интернета вышло пособие по стратегии и тактике «Мафии» Рубена Есаяна «Записки игрока», состоящее из двух частей: «Записки красного игрока» и «Записки чёрного игрока». В книге подробно и скрупулёзно описаны все этапы игры, даны подробные рекомендации по действиям существующих персонажей (мафия, мирные жители, дон, шериф) на каждом этапе, а также сделан разбор наиболее часто встречающихся игровых ошибок.
В 2010 году московское издательство «Планета» выпустило книгу Эдварда Асликяна «Мафия (правила, тактика и стратегия игры)».
С 19 апреля 2013 года Россия включена в международный рейтинг Федерации интеллектуальной игры Мафия (ФИИМ).
В 2021 году в России начали появляться аналоги Федерации интеллектуальной игры Мафия (ФИИМ): оффлайн версия PlayMafia (Polemica), Федерация спортивной Мафии (ФСМ), Американская лига мафии (AML).
Начиная с 26.02.2022 российские клубы начали покидать Федерацию интеллектуальной игры Мафия (ФИИМ).
Президент Федерации интеллектуальной игры Мафия (ФИИМ), зарегистрированной как юридическое лицо на территории Украины, 02.04.2022 опубликовал приказ о прекращении деятельности организации на территории Российской Федерации в связи с вторжением России на Украину. Остатки организации на территории России были преобразованы в Российскую Федерацию Мафии (РФМ).

## Описание игры
Существуют различные виды игры, проводимых различными мафклубами по регламентированным правилам.

### Спортивная мафия
Наиболее популярные правила спортивной мафии разработала ФИИМ.
Здесь участвуют строго 10 игроков:
Красные игроки (7):
Мирные жители (6), Шериф (1)
Чёрные игроки 3:
Дон (1), мафия (2)
Нулевая ночь
В нулевую ночь все игроки засыпают, закрывая глаза с помощью маски или без неё (при отсутствии таковой). После чего каждый игрок по очереди просыпается и получает от ведущего свою роль. После получения ролей всеми игроками, ведущий объявляет минуту мафии, во время которой чёрные игроки единственный раз за игру просыпаются отдельно от всех остальных игроков. Во время этой минуты игроки чёрной команды при помощи жестов договариваются о том, в каком порядке они будут «отстреливать» игроков (статический способ отстрела) или о том, каким жестом или действием будут назначать отстрел (динамический способ отстрела). Также чёрные игроки за нулевую ночь могут договориться о любых других действиях во время игры.
После окончания минуты игроки чёрной команды засыпают, а ведущий по очереди просит Дона и Шерифа проснуться и указать на себя, а также даёт право этим игрокам осмотреть город.
Нулевой день
Нулевой день не отличается ничем от обычного дня, о котором будет написано ниже, за исключением того, что если в нулевой день на голосование выставлен только один игрок, голосование не проводится.
Стандартная ночь (все, кроме нулевой)
В начале ночи ведущий объявляет ход мафии и начинает отсчёт игроков от 1 до 10, включая уже вышедших игроков. В это время все чёрные игроки, не открывая глаза, должны одновременно на определённом номере указать на одного из игроков, двумя пальцами поднятой руки с помощью жеста, имитирующего выстрел. В случае, если хотя бы один чёрный игрок не «выстрелил» или выстрелы не совпали, судья фиксирует промах и ни один из игроков не покидает игру.
После хода мафии ведущий объявляет по очереди ходы Дона и Шерифа, во время которых игрок с указанной ролью может проснуться и жестами показать номер интересующего игрока. Дон имеет право проверить за ночь одного игрока на шерифство, то есть узнать у ведущего, является ли указанный им игрок Шерифом. Шериф за ночь узнаёт у ведущего об одном выбранном игроке, является он мафией или мирным жителем. Днём Шериф не должен признаваться игрокам в своей роли раньше времени, чтобы мафия не переназначила отстрел на него, но и не должен тянуть с этим, так как один из игроков мафии всегда может назвать себя Шерифом и ложно назвать проверенных им игроков, как будет выгодно мафии. Игровые роли не раскрываются до самого окончания игры — таким образом, после ухода игрока никто, кроме него, не может быть уверен, был ли он мирным жителем или мафией.
Стандартный день (все, кроме нулевого)
При наступлении утра ведущий указывает на убитого игрока (при наличии такового) и даёт ему право последней минуты, после которой убитый игрок незамедлительно покидает игру.
После речи убитого игрока право минутной речи передаётся живым игрокам по следующим правилам:
- В нулевой день первым всегда говорит игрок под номером 1, а дальше — все игроки по очереди от 1 до 10;
- Каждый следующий день право первой речи получает игрок, номер которого на единицу выше, чем в предыдущий день. Если этот игрок уже покинул игру, право первого голоса передаётся дальше. Последующие речи также идут по увеличению номеров, но после живого игрока с наибольшим номером право голоса передаётся живому игроку с наименьшим номером и снова идёт по возрастанию (например, после 10 переходит к 1).

Все остальные игроки могут во время речей общаться жестами, в том числе мафия может таким образом назначать отстрел. За речь не в свою минуту ведущим ставится замечание.
Во время каждой минутной речи игрок имеет право высказывать свои предположения о том, кто, по его мнению, — мафия, а кто — мирный житель, причём игроки чёрной команды во время своей речи должны пытаться запутать игроков красной команды. Кроме того, во время одного из дней каждый игрок может сказать, кто является Шерифом (на словах, без указания карты) и рассказать городу о своих проверках. Сложность заключается в том, что мафия знает цвет всех игроков, а также может вскрываться городу в качестве Шерифа и указать придуманные ночные проверки. Шерифу не стоит вскрывать себя слишком рано, потому что тогда мафии будет выгоднее переназначить отстрел на реального Шерифа и выиграть игру с бо́льшим шансом.
Каждый игрок имеет право во время своей речи выставлять игроков на голосование, при этом ведущий примет первую ранее не принятую кандидатуру.
Голосование
После каждого дня ведущий объявляет голосование. В этот момент игроки должны прекратить все жесты и речи. Ведущий объявляет список игроков, выставленных на голосование, и в указанном порядке повторно называет игроков. Во время повторного объявления каждый игрок может проголосовать за номер, который указал ведущий при помощи резкого опускания кулака на стол, имитирующего удар молотком судьи. Если какой-то игрок не проголосовал, его голос уходит за последнего по списку игрока. Игрок, набравший большинство голосов, покидает игру с правом последней минуты. При равенстве голосов ведущий предоставляет право 30 секунд речи каждому из набравших равное количество голосов в порядке списка голосования. После речей игроков ведущий проводит повторное голосование среди набравших равное число голосов. Если на повторном голосовании снова произошло равенство, но список игроков, набравших равное число голосов, изменился, им снова даётся по 30 секунд и проводится голосование. Если же список игроков с равным количеством голосов не изменился, ведущий проводит голосование за то, чтобы игру покинули все указанные игроки или не покинул никто. Если больше половины игроков проголосовали за уход указанных игроков, им по очереди из списка даётся последняя минута и они покидают игру. Если за уход игроков проголосовала ровно половина игроков или меньше, то никто из данных игроков не покидает игру.
Замечания или фолы
Во время игры за нарушение правил ведущий может ставить игрокам замечания (фолы). Примерами нарушений являются речь не в свою минуту, речь или жест во время голосования и другие. Каждый игрок имеет право без какого-либо наказания получить до двух замечаний за игру. Если игрок получает третье замечание за игру, то ведущий лишает его права голоса на следующую его минуту. Если игрок получает замечание во время своей минуты, его речь не останавливается, а наказание переходит на следующий день. При получении четвёртого замечания игрок незамедлительно покидает игру, лишаясь права на продолжение речи.
Кроме того, в игре есть несколько серьёзных нарушений, после которых игрок также незамедлительно покидает игру, вне зависимости от количества фолов. К таким нарушениям относятся жесты или речь ночью не в свой ход, а также некоторые другие действия.
В случае исключения игрока следующее голосование не проводится.
Дополнительная информация
Именно этой версии игры посвящены книга Э. Асликяна «Мафия» и пособие «Записки игрока» Р. Есаяна.

### Другие виды
Кроме этого вида, существует множество различных любительских, свободных вариантов правил.
Тем не менее, существуют общие принципы игры:
- Ведущий предлагает участникам игры — (всем) жителям — карты рубашкой вверх на выбор. Может быть использован как специальный игровой комплект, в котором на картах уже напечатаны будущие «роли» игроков, так и обычные игральные карты: из простой игральной колоды выбираются несколько карт, которым назначаются соответствующие игровые роли, где мирным жителям соответствуют красные масти, а мафии — чёрные.
  - Игроки делятся на две команды: обыватели (получившие красные карты), не знакомые друг с другом, и мафия (получившие чёрные карты), находящаяся в меньшинстве, но узнающая друг друга в первую «ночь» (см.ниже).
  - Как в команде мафии, так и в команде обывателей игроки могут иметь особые статусы: например, среди обывателей, как правило, есть шериф (в любительской мафии называемый также комиссар) (каждую ночь имеющий возможность проверить статус одного из игроков, в некоторых вариациях правил — также может ночью «убить» одного из членов мафии), а среди мафии — дон (значение роли различается в разных версиях).
- Игровой процесс разделён на две фазы: «день» и «ночь».
  - Когда ведущий объявляет в городе «ночь», игроки закрывают глаза — «спят». В первую ночь ведущий позволяет мафии открыть глаза и запомнить своих соратников — «познакомиться». После чего мафия «засыпает», а ведущий по очереди требует проснуться других игроков с особыми статусами. Таким образом ведущему становится известен расклад в игре.
  - По объявлении «дня» просыпаются все жители и обсуждают, кто из них может быть причастен к мафии. В конце обсуждения ведущим объявляется открытое голосование за «посадку в тюрьму» (в различных версиях игры этот процесс называют судом Линча, повешением, убийством): набравший большее число голосов «отправляется за решётку» (выходит из игры).
  - Обсуждение может идти как всеобщее (все игроки говорят одновременно), так и поочерёдное (каждый игрок говорит в течение определённого периода времени, по очереди).
  - Правила голосования в разных версиях мафии могут существенно различаться: так, игроки могут голосовать либо за каждого кандидата отдельно (тогда этот кандидат должен набрать абсолютное большинство голосов), либо одновременно (то есть каждый игрок отдаёт голос лишь против одного кандидата; в этом случае игру покинет игрок, набравший относительное большинство). Встречаются и другие модификации: кандидаты на удаление могут получать «оправдательную минуту», после которой голосование повторяется, либо же предъявляется требование, чтобы против игрока голосовали несколько раз. В некоторых версиях мафии роль покинувшего игру в результате голосования игрока раскрывается ведущим, в других же случаях она остаётся в секрете.
  - Затем наступает «ночь». Ночью просыпается мафия, беззвучно (жестами) «совещается» и убивает одного из оставшихся в живых обывателей, показывая ведущему, кого именно. В некоторых версиях окончательное решение о ночном убийстве принимает дон мафии, после убийства мафия засыпает. Просыпается комиссар и указывает на одного из жителей, которого желает «проверить» на причастность к мафии. Ведущий всё так же беззвучно, «на пальцах», показывает комиссару статус проверяемого. Если в игре участвуют другие «особые роли» — они так же по очереди просыпаются и жестами показывают ведущему совершаемое действие. Существует версия мафии, при которой мафиози просыпаются только в первую ночь — во все последующие ночи мафия убивает одного из игроков, поднимая руки над столом и делая жест «выстрел» во время того, как ведущий называет номера игроков, сидящих за столом. В этом случае умирает игрок, в которого «выстрелили» все живые члены команды мафии.
  - Днём ведущий объявляет, кто был убит ночью, если не случилось промаха мафии, иначе утро объявляется добрым, а также предоставляет информацию о других ночных событиях. Убитый игрок выходит из-за стола, иногда имея право на «последнее слово». В некоторых версиях мафии роль убитого раскрывается ведущим, в других же случаях она остаётся в секрете.

Информация о произошедших событиях используется оставшимися в живых игроками для обсуждения и очередного «осуждения».
Игра продолжается до победы одной из команд. Победа может присуждаться как после полного уничтожения одной из команд, так и в ситуациях, когда победа одной из команд становится математически невозможной.
В игре часто используются дополнительные роли, каждая из которых имеет свою особую функцию. Роли могут как разнообразить игру, так и внести существенный дисбаланс. Существуют игры с несколькими противоборствующими командами мафии, дополнительными возможностями для обывателей (например, карта «камикадзе»: в случае смерти игрок может немедленно «убить» любого другого игрока за столом), а также различные условия использования уже существующих ролей (например, доктор - роль обывателей, которая каждую ночь может защитить игрока от «смерти» в эту ночь, - может иметь или не иметь права лечить самого себя, лечить одного и того же игрока несколько раз подряд, маньяк - роль часто образующая свою отдельную команду, «убивающая» по одному игроку каждую ночь, - может быть обязан убивать ночью или иметь право отказаться от убийства).

### Число игроков
Возможное: 6 и больше. При малом количестве игроков игра быстро заканчивается, при большом из-за общего шума и разбиения на кучки обсуждающих теряет смысл. Можно применить следующую формулу для расчета количества членов мафии:
{\displaystyle M=\left\lfloor {\frac {N}{k}}\right\rfloor },
где {\displaystyle M} — число мафиози, {\displaystyle N} — общее число игроков, {\displaystyle k} — расчётный коэффициент.
- для игры «вживую» — в клубах, в IRC и чатах {\displaystyle k} варьирует в пределах от 3 до 4.
- в сетевых играх с отсрочкой хода — PBEM, форумы, блоги и социальные сети — обычно принимается повышенное значение {\displaystyle k}, {\displaystyle k>=4}: бо́льшая часть участников игры — мирные жители.

## Телевизионные версии
Время от времени появляется информация о реализации игры на телевидении в форме телешоу.
- С 1990 по 1995 годы Латвийским национальным телевидением LTV1 транслировалось еженедельное телешоу «Парламент против Мафии» (латыш. Parlaments pret Mafiju). По свидетельству очевидцев игра проводилась на 12 человек. Один из гангстеров являлся «Крёстным отцом», он суммировал мнения членов мафии, после чего собственноручно принимал решение, кого лишить жизни. Комиссара называли «Следователем». Днём все живые жители — «парламентёры» — обсуждали, кого им следует «линчевать». Двум приговорённым отводили минуту на последнее слово перед экзекуцией. Того, кому не удавалось разжалобить парламент, «казнили»[17].
- В 2004 году студией «Позитив TV» (известной в основном по телепередаче «Городок») была предпринята попытка организовать российский телевариант игры. Для шоу, носившего название «Против мафии», была выбрана версия игры с нераскрываемыми ведущим после хода картами убитых и посаженных жителей (т. н. «игра втёмную»). Игра была ролевой — жители получали карточки с названием профессии, которую им следовало назвать телезрителям и отыгрывать в процессе шоу. Двум игрокам, на карточках которых было выгравировано «мафия», и ещё одному, у которого красовалось «комиссар», за долю секунды необходимо было придумать себе профессию и тем самым раствориться в толпе честных горожан. Игра проводилась на девять человек в оригинальных красочных декорациях[18]. Для создания у зрителей ощущения интриги и сопереживания честным жителям игровые «ночи» показывались лишь в самом конце шоу. В качестве игроков приглашались корреспонденты газет «Панорама ТВ», «Комсомольская правда», журналов «Собака.ru», «Календарь», «Афиша» и начинающие питерские киноактрисы. По окончании каждой игры ведущим, заслуженным артистом РФ Александром Строевым[19], выбирались три лучших игрока, премируемых денежными конвертами. Победитель финальной суперигры стал счастливым обладателем путёвки на Сицилию. Шоу «Против мафии» транслировалось 5 каналом Санкт-Петербурга и украинским телеканалом НТН в 2005 году[20], МТРК «Мир» в 2007 и 2008 годах[21].
- Осенью 2009 года в вечернем эфире телеканала Муз-ТВ появилось своё шоу «MAFIA»[22]. Игры проводились на десять и девять участников. Для варианта на десять участников игры раздавалось три карточки мафии, а на девять жителей — две мафиозные карты. Особенностью данной телеигры являлось отсутствие комиссара. Большинство участников телешоу — музыкальная и околомузыкальная богема и зрители телеканала. Вёл игру шоумэн Александр Пряников[23].
- В конце 2010 года телекоммуникационная компания Tele2 проспонсировала выпуск телешоу «Мафия в городе» для регионального круглосуточного кемеровского телеканала «Мой город»[24].

## В кинематографе
В январе 2016 года в прокат вышел российский художественный фильм «Мафия: Игра на выживание». Сюжет фильма связан с вымышленным телешоу по правилам «Мафии».
Сообщается, что для этого фильма у автора игры Дмитрия Давыдова были официально выкуплены права на экранизацию.

## Интересные факты
- По словам автора, переехавшего в 1991 году в Бостон, игра базируется на культурно-исторической теории советского психолога 1920-х годов Л. С. Выготского и тесте Алана Тьюринга[27].
- Исследователи выделяют два типа игр: состязание (борьба) и представление (маскарад). «Мафия» удачно сочетает в себе черты обоих типов. Она одновременно и шоу, и борьба за выживание. В отличие от карт эта игра никак не связана с деньгами, в отличие от гольфа не требует финансовых затрат, в отличие от футбола — хорошей физической подготовки. Самое главное: она приносит столь ценимое интеллектуальное удовольствие. В бескорыстной несерьёзности игры скрыт её потенциал[28].
- В 1998 году калининградской Высшей школой МВД РФ для курса «Визуальная психодиагностика» выпущено учебно-методическое пособие «Невербальная коммуникация. Развивающие ролевые игры „Мафия“ и „Убийца“»[29]. Целями пособия определялись развитие личностных качеств курсантов и усвоение различных приёмов и методов чтения языка телодвижений в игровой форме.
- Игра «Мафия» также используется для лечения азартных людей от игровой зависимости в Китае и как средство перевоспитания «трудных» подростков в летних христианских лагерях в США[4]. С помощью «Мафии» к роли будущих присяжных готовятся японские старшеклассники[3][9].
- Мафия признана одной из «50 наиболее исторически и культурно существенных игр, появившихся с 1800 года»[30][31].